# بوبي ريد (لاعب كرة قدم أمريكية)
بوبي ريد (بالإنجليزية: Bobby Reid)‏ هو لاعب كرة قدم أمريكية أمريكي، ولد في 13 ديسمبر 1985 في هيوستن في الولايات المتحدة.